# Eric Sturgess
Eric William Sturgess (Johannesburg, 10 maggio 1920 – Johannesburg, 14 gennaio 2004) è stato un tennista sudafricano.

## Carriera
È stato uno dei protagonisti del secondo dopoguerra e, per risultati ottenuti, uno dei migliori tennisti sudafricani nella storia del tennis.

Al Roland Garros 1947, la seconda edizione del torneo francese dopo la fine del conflitto, raggiunge la finale in tutte e tre le specialità. Conquista il titolo nel doppio misto insieme alla connazionale Sheila Piercey Summers, si ripete nel doppio maschile assieme a Eustace Fannin ma fallisce la terza finale, nel singolare, contro l'ungherese József Asbóth.

L'anno successivo al U.S. National Championships raggiunge un'altra finale, dopo aver superato tra gli altri Dick Savitt e Bill Talbert, ma non riesce a sollevare il trofeo neanche in questa occasione. Viene infatti sconfitto in finale da Pancho Gonzales, a cui si arrende nel terzo set sul punteggio di 14-12.

Nel 1949 arrivano tre titoli, tutti nel doppio misto. I primi due (Roland Garros e Wimbledon) insieme alla connazionale Sheila Summers mentre il titolo negli Stati Uniti lo ottiene insieme a Louise Brough. Nello stesso anno raggiunge anche la prima semifinale a Wimbledon nel singolare ma viene sconfitto dal futuro vincitore Ted Schroeder.

Agli Australian Championships 1950 gioca per la prima e ultima volta nello Slam Australiano. Raggiunge la finale nel doppio maschile e doppio misto ma ne esce sempre sconfitto mentre nel singolare viene fermato in semifinale da Frank Sedgman. Nello stesso anno conquista il secondo titolo consecutivo a Wimbledon, nel doppio misto insieme a Louise Brough.

Nel 1951 arrivano gli ultimi risultati importanti nel singolare, raggiunge infatti la seconda finale agli Internazionali di Francia ma viene sconfitto da Jaroslav Drobný. A Wimbledon invece si ferma in semifinale quando Ken McGregor lo elimina in quattro set.

L'ulrima finale nei tornei del Grande Slam la ottiene a Wimbledon 1952 nel doppio maschile dove insieme a Vic Seixas viene sconfitto da Ken McGregor e Frank Sedgman.

In Coppa Davis ha rappresentato la propria nazione in diciotto match, vincendone tredici.

## Finali del Grande Slam

### Singolare

#### Perse (3)
| Anno | Torneo                      | Avversario in finale | Risultato       |
| 1947 | Internazionali di Francia   | József Asbóth        | 8-6, 7-5, 6-4   |
| 1948 | U.S. National Championships | Pancho Gonzales      | 6-2, 6-3, 14-12 |
| 1951 | Internazionali di Francia   | Jaroslav Drobný      | 6-3, 6-3, 6-3   |